# Trina Parks
Trina Parks (26 de diciembre de 1946) es una actriz, vocalista, coreógrafa, bailarina e instructora de baile estadounidense, más conocida por interpretar a Thumper en Los diamantes son eternos (1971).

## Filmografía

### Películas
- Beyond the Valley of the Dolls (1970)
- The Great White Hope (1970)
- Diamonds Are Forever (1971)
- Darktown Strutters (1975)
- The Muthers (1976)
- The Blues Brothers (1980)

### Televisión
- Galería Nocturna, episodio "The Phantom Farmhouse"
- McCoy - NBC Movie of the Week
- Dick Shawn Special - Cantante/bailarina - CBS
- The Hollywood Palace - Cantante/bailarina - NBC
- Michel Legrand Special - Bailarina - Paris TV
- Dionne Warwick Special - Bailarina - CBS
- Telly Savalas Special - Bailarina - CBS